# Jun Ichikawa
Pour les articles homonymes, voir Ichikawa (homonymie).
Jun Ichikawa (市川 準, Ichikawa Jun), né le 25 novembre 1948 à Fuchū et mort le 19 septembre 2008 à Tokyo, est un réalisateur et scénariste japonais

## Biographie
Né le 25 novembre 1948 à Fuchū, fils d’un marchand de jouets, Jun Ichikawa a grandi à Kagurazaka, quartier historique et cosmopolite au centre de Tokyo. Jun Ichikawa se destine à devenir artiste mais échoue au concours d'entrée de l'université des arts de Tokyo en 1967. Pendant plusieurs années, il vit de petits métiers tout en s'initiant à l’écriture scénaristique et au film en 8 mm alors en vogue. Il fréquente aussi les plateaux de tournage des grandes compagnies, mais peine à s'y faire embaucher en raison de la crise du système des studios. Il intègre néanmoins une société réalisant des films publicitaires en 1975 et obtient plusieurs prix dont un lion d'or en 1985 au Festival international de la créativité de Cannes. Il réalise son premier film Les Complexées en 1987, histoire d'une adolescente en lutte contre sa timidité.
Jun Ichikawa est un grand admirateur de Yasujirō Ozu, il partage avec le grand réalisateur l'économie dans la composition, le positionnement bas de la caméra, l'humanisme et l'intimité dans ses films dont le thème dominant est celui de la famille.
Victime d'une hémorragie cérébrale au cours d'un repas, il est conduit d'urgence dans un hôpital de Tokyo où il meurt le 19 septembre 2008,. Au moment de sa mort Jun Ichikawa travaillait au montage de son dernier film, Un Costume sélectionné dans la section « Japanese Eyes » du festival international du film de Tokyo.

## Filmographie
Sauf indications contraintes, les titres en français se basent sur ceux de la rétrospective « Hommage à Jun Ichikawa » à la MCJP du 27 juin au 27 juillet 2012.

### Comme réalisateur
- 1987 : Les Complexées (BU・SU, Busu?)
- 1988 : Une vie à Tokyo (会社物語 MEMORIES OF YOU, Kaisha monogatari?)
- 1989 : No raifu kingu (ノーライフキング?)
- 1990 : Maria, Tsugumi et la mer (つぐみ, Tsugumi?)
- 1993 : Kin chan no Cinema Jack (欽ちゃんのシネマジャック?)
- 1993 : Mourir à l'hôpital (病院で死ぬということ, Byōin de shinu to iu koto?)
- 1993 : Crêpe (クレープ, Kurēpu?)
- 1995 : Le Goût du tōfu (東京兄妹, Tōkyō kyōdai?)[4]
- 1995 : Rākī (téléfilm)
- 1996 : Tokiwa-so no seishun (トキワ荘の青春?)
- 1997 : Tokyo sérénade (東京夜曲, Tōkyō yakyoku?)
- 1998 : Le Chauffeur de taxi et l'écrivain (たどんとちくわ, Tadon to chikuwa?)
- 1999 : Contes d'Osaka (大阪物語, Ōsaka monogatari?)
- 2000 : La Ville murmurée (ざわざわ下北沢, Zawa-zawa Shimokita-zawa?)
- 2001 : Tokyo Marigold (東京マリーゴールド, Tōkyō Marīgōrudo?)
- 2002 : Ryōma no tsuma to sono otto to aijin (竜馬の妻とその夫と愛人?)
- 2004 : Tony Takitani (トニー滝谷, Toni Takitani?)
- 2006 : Au printemps chez Barneys (春、バーニーズで, Haru, Bānīzu de?) (téléfilm)
- 2006 : Aogeba tōtoshi (あおげば尊し?)
- 2007 : Jeunes filles au téléphone portable ou la quête de soi (あしたの私のつくり方, Ashita no watashi no tsukurikata?)
- 2008 : Un Costume (スーツを買う, Sutsu o kau?)

### Comme scénariste
- 1988 : Une vie à Tokyo (会社物語 MEMORIES OF YOU, Kaisha monogatari?)
- 1990 : Maria, Tsugumi et la mer (つぐみ, Tsugumi?)
- 1993 : Kin chan no Cinema Jack (欽ちゃんのシネマジャック?)
- 1993 : Mourir à l'hôpital (病院で死ぬということ, Byōin de shinu to iu koto?)
- 1993 : Crêpe (クレープ, Kurēpu?)
- 1995 : Rākī (TV)
- 1996 : Tokiwa-so no seishun (トキワ荘の青春?)
- 1998 : Le Chauffeur de taxi et l'écrivain (たどんとちくわ, Tadon to chikuwa?)
- 2001 : Tokyo Marigold (東京マリーゴールド, Tōkyō Marīgōrudo?)
- 2004 : Tony Takitani (トニー滝谷, Toni Takitani?)
- 2006 : Aogeba tōtoshi (あおげば尊し?)

## Récompenses et distinctions
- 1985 : Lion d'or au Festival international de la créativité[2]
- 1991 : Prix du film Mainichi du meilleur réalisateur pour Maria, Tsugumi et la mer[5]
- 1994 : prix du film Mainichi du meilleur réalisateur pour Mourir à l'hôpital[6]
- 1997 : prix du meilleur film pour Tokyo sérénade au Festival des films du monde de Montréal
- 2004 : prix spécial du jury et prix FIPRESCI pour Tony Takitani au Festival international du film de Locarno
- 2007 : Soleil d'or au Festival du cinéma japonais contemporain Kinotayo pour Jeunes filles au téléphone portable ou la quête de soi[7]
- 2008 : prix du meilleur film de la section « Japanese Eyes » pour Un Costume au Festival international du film de Tokyo